# Wolf Siegfried von Lüttichau
Wolf Siegfried von Lüttichau (* 13. Juni 1610; † 7. Januar 1671 in Dresden) war ein kurfürstlich-sächsischer Geheimer Rat und Kammerherr sowie Besitzer der Rittergüter Zschorna, Baselitz und Eulenfeld bei Eilenburg im Kurfürstentum Sachsen.

## Leben
Wolf Siegfried von Lüttichau stammte aus einem meißnischen Adelsgeschlecht und war der Sohn von August von Lüttichau. Nach dem Studium der Rechtswissenschaften in Wittenberg und Leipzig schloss er seine Studien als Respondent in Altdorf ab. Er trat wie zahlreiche Vertreter seiner Familie danach in den Dienst der Wettiner am Dresdner Hof, wo er als Jurist 1639 zunächst Appellationsrat, 1641 Hof- und Justizrat und später bis zum Geheimen Rat und Kammerherrn aufstieg. Für seine Verdienste um Kursachsen überließ ihm der Kurfürst Johann Georg II. von Sachsen das in Ermangelung von männlichen Leibeslehnserben und Mitbelehnten als ein an den Kurfürsten heimgefallenes Lehen betrachtetes Rittergut Eulenfeld. Der entsprechende Begnadigungsbrief wurde am 13. Juni 1670 ausgestellt. Allerdings verstarb Wolf Siegfried von Lüttichau bereits zu Beginn des darauffolgenden Jahres. Seine Tochter Perpetua Margaretha von Beichlingen geb. von Lüttichau bemühte sich daraufhin tatkräftig um die Übernahme seiner drei Erblehngüter Zschorna, Baselitz und Eulenfeld für ihren Ehemann Gottfried Hermann von Beichlingen.